# Sister Aimee: The Aimee Semple McPherson
Sister Aimee: The Aimee Semple McPherson Story (título original do trabalho "Aimee Semple McPherson") é um filme biográfico e dramático de 2006, sobre a evangelista Aimee Semple McPherson, fundadora da Igreja do Evangelho Quadrangular.

## Elenco
O elenco inclui Mimi Michaels, Rance Howard, Carl Ballantine e Kiera Chaplin. Richard Rossi escreveu, dirigiu e também atuou no filme. Rossi filmou o filme com uma câmera de vídeo de US$ 300. O filme tem um motivo agitado de tons sépia dos anos 1920, empregando cartões de filmes mudos e um visual de época com um estilo documental contemporâneo.

## Produção
O filme foi feito sob um acordo de baixo orçamento com a Screen Actors Guild para filmes experimentais com orçamentos abaixo de US$ 75.000. Teve uma exibição na sede da SAG no teatro James Cagney, como parte das conversas da SAG daquele ano. A SAG Conversations mostrou o filme com uma discussão, incluindo o cineasta, alguns atores e equipe, juntamente com o painel, tirando dúvidas da platéia dos membros da SAG. Também atraiu um público recorde ao New Beverly Cinema de Hollywood.

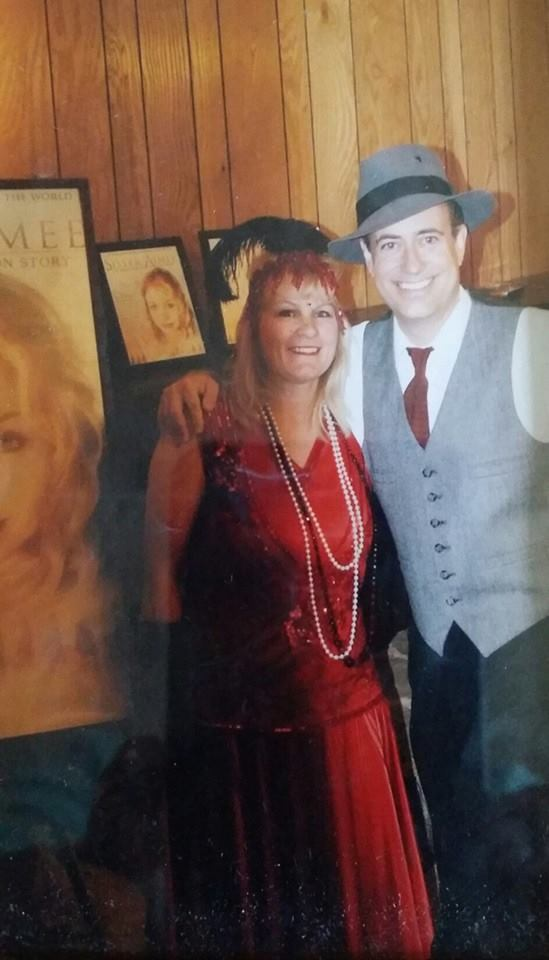
O escritor e diretor do filme Richard Rossi e sua esposa Sherrie com roupas da década de 1920, em uma exibição em Los Angeles em abril de 2008

Rossi admitiu contar sua própria história alegoricamente, contando a da irmã Aimee. Em novembro de 2001, Rossi, um evangelista de cura, recebeu tratamento de restauração para depressão e cura de abuso infantil no ministério Healing for the Nations em Atlanta, Geórgia. "Eu estava tentando ajudar todo mundo, mas me sentia vazio por dentro", disse Rossi. "Era como se eu estivesse tentando consertar o mundo inteiro, mas não consegui me consertar. Era um sentimento muito solitário".